# Condizionamento operante
Quello di condizionamento operante è uno dei concetti fondamentali del comportamentismo.
Il condizionamento operante è una procedura generale di modifica del comportamento di un organismo, ossia è una modalità attraverso la quale l'organismo "apprende".

## Storia
Il ricercatore che ha evidenziato per primo i processi del condizionamento operante è stato Jerzy Konorski, successivamente e indipendentemente Burrhus Skinner, basandosi sugli studi del condizionamento classico di Ivan Pavlov. Skinner ha evidenziato chiaramente come l'apprendimento non debba necessariamente avvenire seguendo una curva graduale, una curva di apprendimento secondo il paradigma dei tentativi ed errori descritto da Edward Lee Thorndike. Il perfezionamento della procedura e dell'apparato sperimentale, la Skinner Box da parte dello stesso Skinner, ha permesso di evidenziare e quantificare la relazione tra variabili indipendenti (stimolo discriminante e stimolo rinforzatore) con la variabile dipendente (frequenza delle risposte comportamentali) evitando l'interferenza di altre variabili "di disturbo" che avevano influito nelle relazioni emergenti dagli apparati sperimentali preparati da Thorndike. L'apprendimento in una contingenza a tre termini (stimolo discriminante, risposta comportamentale e stimolo rinforzatore) avviene a seguito dell'emissione di una singola risposta, in una maniera che può essere descritta come discreta o tutto o nulla. Le tecnologie di insegnamento, in una prospettiva coerente con B. F. Skinner e Murray Sidman, non prevedono quindi che la persona debba passare attraverso una fase di errori per apprendere un qualcosa. Gli errori possono essere evitati, e con essi una serie di effetti collaterali della punizione, se la tecnologia di insegnamento è progettata in base allo shaping sia delle risposte comportamentali che degli stimoli discriminanti (response shaping e stimulus shaping) secondo il paradigma noto come errorless learning.

## Descrizione
Analogamente al ciclo dell'abitudine, suo meccanismo di base (seppur scoperto solo negli anni novanta), composto dalle tre fasi segnale-routine-gratificazione, le tre unità funzionali del condizionamento operante sono:
- uno stimolo discriminativo (contesto) - SD
- una risposta da parte di un organismo (comportamento) - R
- uno stimolo che fa seguito alla risposta (rinforzo) - S+

Si noti che i termini stimolo e risposta possono essere intesi come insiemi di stimoli e di risposte, secondo una scala la cui complessità varia in funzione dell'organismo e del tipo di comportamento studiato.
Quella sopra descritta si definisce "contingenza di rinforzamento" ed è l'unità minima per lo studio del comportamento operante (o comportamento volontario, contrapposto al comportamento riflesso studiato da Pavlov). 
Ciò significa che i termini utilizzati nella sua definizione non hanno un significato indipendente.
La contingenza di rinforzo viene spesso schematizzata nel seguente modo:
SD
R → S+
A seguito della predisposizione di una tale contingenza di rinforzamento si osserva che, quando in un certo contesto (ossia in presenza di certi stimoli discriminativi - SD) la risposta dell'organismo (comportamento - R) è seguita da uno stimolo rinforzante (rinforzatore - S+) si ha come risultato un aumento della probabilità che, in presenza dello stesso contesto, il soggetto emetta la stessa risposta.
Il condizionamento operante è quindi la base del processo di apprendimento e di adattamento all'ambiente degli organismi viventi.
In senso darwiniano, il comportamento operante viene selezionato dalle sue conseguenze, consentendo l'adattamento all'ambiente. Nella visione di Skinner il parallelismo con il meccanismo evolutivo è estremamente chiaro: così come gli organismi sono selezionati dalla loro capacità di adattarsi all'ambiente attraverso la riproduzione, così i comportamenti degli organismi sono selezionati dalla loro capacità di adattarsi all'ambiente attraverso le loro conseguenze.

### Estinzione Operante
Per ridurre la frequenza di un comportamento si usa il processo inverso: l'estinzione.
In presenza di un determinato contesto all'emissione della risposta non farà seguito lo stimolo rinforzante.
Ciò fa sì che la probabilità di emissione del comportamento diminuisca.
Si noti che il processo di estinzione richiede la presenza di una fase in cui il comportamento la cui frequenza si vuole ridurre o annullare viene emesso. In altri termini, non è possibile estinguere un comportamento che non viene emesso.
Si noti la differenza radicale con il concetto di punizione che prevede, a seguito di un certo comportamento, l'emissione di uno stimolo avversivo (doloroso, spiacevole).
Tale procedura ha l'effetto immediato di ridurre la frequenza del comportamento punito, ma non quella di estinguerlo: il comportamento rimarrà presente nel repertorio comportamentale del soggetto. La riduzione della frequenza del comportamento stesso verrà meno con il venire meno della punizione.

## Differenza con il condizionamento classico
Secondo Skinner il condizionamento operante si contrappone al condizionamento rispondente (chiamato anche condizionamento classico o riflesso condizionato) di Ivan Pavlov sulla base della procedura seguita per effettuare il condizionamento e sulla base delle caratteristiche del comportamento che viene condizionato.
Il condizionamento operante opera secondo lo schema dell'habit loop: i comportamenti appresi modificano l'ambiente e sono "mantenuti vivi" dalle risposte che essi ricevono. I comportamenti appresi tramite condizionamento classico, invece, sono relativi ai riflessi, i quali sono sollecitati dagli stimoli che li precedono; quindi i comportamenti appresi col condizionamento classico non sono "mantenuti" dalle risposte, ma dagli stimoli che essi ricevono.

### Differenze procedurali
Per quanto riguarda la procedura seguita, osserviamo che il condizionamento classico parte dall'esistenza di uno stimolo che produce un riflesso incondizionato e, attraverso la associazione di questo stimolo con uno stimolo neutro, trasferisce la capacità di elicitare la risposta allo stimolo neutro che diventa in questo modo uno stimolo condizionato che provoca un riflesso condizionato.
Il paradigma è quindi del tipo Stimolo - Risposta.
Esempio di procedura di condizionamento classico. 
Il noto esperimento di Pavlov prevedeva che venisse somministrato del cibo ad un cane. La vista del cibo produceva salivazione da parte del cane. Abbiamo quindi uno stimolo che produce un riflesso incondizionato sulla base di una relazione fisiologica.
Associando ripetutamente il suono di un campanello (uno stimolo neutro, nel senso che non produce nessuna reazione fisiologica) alla presentazione del cibo si ottiene che il cane saliverà anche al solo suono del campanello. Il campanello stesso diventa uno stimolo condizionato che produce un riflesso condizionato (la salivazione).
Nel caso del condizionamento operante si parte da un repertorio comportamentale di base; in presenza di un certo contesto una determinata risposta è seguita da uno stimolo rinforzante. Ciò fa aumentare la probabilità di emissione di quella risposta, in quel contesto.
Il paradigma è quindi del tipo Risposta - stimolo.
Esempio di procedura di condizionamento operante. 
In una skinner-box a un piccione o a un ratto viene somministrato del cibo quando preme una levetta. Inizialmente il comportamento di pressione della levetta (R) ha una probabilità di emissione bassa, ma a seguito della somministrazione del cibo (S+) tale probabilità cresce rapidamente. Se la pressione della levetta porta alla somministrazione del cibo solo in presenza di una luce accesa (SD), la probabilità di emissione di tale risposta sarà alta in presenza della luce e più bassa in sua assenza.
Si noti che l'accensione della luce rende più probabile l'emissione della risposta di pressione della levetta. Potrebbe sembrare una struttura comportamentale simile a quella del riflesso condizionato, ma non è così. Si tratta di un modo di controllare il comportamento diverso da quello legato al condizionamento rispondente: la luce non provoca un riflesso, rende più probabile una risposta.

### Differenze relative al comportamento
Dal punto di vista delle caratteristiche funzionali e topologiche, il comportamento operante si distingue dal comportamento rispondente o comportamento riflesso per:

#### Strumentalità
Il comportamento operante agisce sull'ambiente, modificandolo, mentre il comportamento rispondente consiste in una reazione dell'organismo (lacrimazione ecc.) che non modifica l'ambiente.

#### Controllo
Il comportamento operante viene controllato dall'ambiente nel senso che determinati stimoli discriminanti aumentano la probabilità di emissione di una certa risposta; il comportamento rispondente viene provocato direttamente da certi stimoli.

## La gabbia di Skinner
Skinner riprese gli studi di Ivan Pavlov e di Edward Lee Thorndike e li approfondì. Così come Thorndike aveva messo un gatto nella cosiddetta "Puzzle Box" Skinner mise un topo oppure un piccione in una gabbia, nota come "gabbia di Skinner" o "Skinner box".
Nella gabbia di Skinner, il topo può vedere due leve: una leva trasmette una scossa elettrica, mentre l'altra dava una piccola quantità di cibo. Inizialmente il topo esplorò la gabbia e per caso premette la leva che dava la scossa poi quella che gli dava il cibo. Dopo vari tentativi capì quale leva andava a suo favore (quella che dava il cibo) e capì che non doveva più premere quella che dava la scossa. Si parla di "condizionamento operante". 
Con i piccioni, Skinner dimostrò che era possibile "modellare" (shape) il loro comportamento con la tecnica del rinforzo: se il piccione accennava a un movimento di rotazione, questo veniva "premiato" con distribuzioni di crocchette, fino a ottenere una rotazione completa.

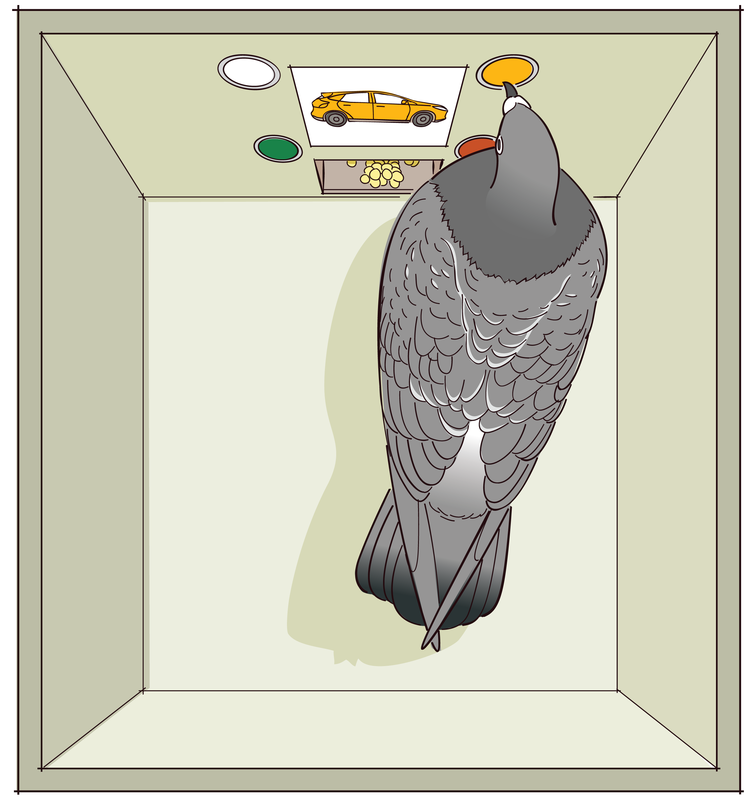
La gabbia di Skinner

Nel 1948, Skinner collegò il dispensatore di cibo non a una leva bensì ad un timer. Dopo un certo periodo di permanenza nella gabbia, il piccione iniziò a ripetere senza sosta un certo movimento che aveva fatto prima di ricevere cibo, probabilmente illudendosi che fosse stato quel particolare movimento ad aver azionato il dispensatore di cibo. Questo comportamento è stato associato alla superstizione ed è noto nella letteratura scientifica come "superstizione del piccione". 
In alcuni esperimenti successivi, condotti da L. D. Devenport e F. A. Holloway, i ratti mostrarono di non cadere nello stesso tranello.
In altri esperimenti, ripresi da Thomas Zentall, Skinner iniziò a variare in maniera imprevedibile la quantità di crocchette erogate dal dispensatore: il piccione nella gabbia iniziò a premere compulsivamente la leva, fino a mostrare gravi segni di stress. Questo comportamento è stato messo in relazione con la dipendenza da gioco d'azzardo e con la dipendenza da Internet.